# Megachile terminalis
Megachile terminalis là một loài Hymenoptera trong họ Megachilidae. Loài này được Smith mô tả khoa học năm 1858.